# 투아스링크역

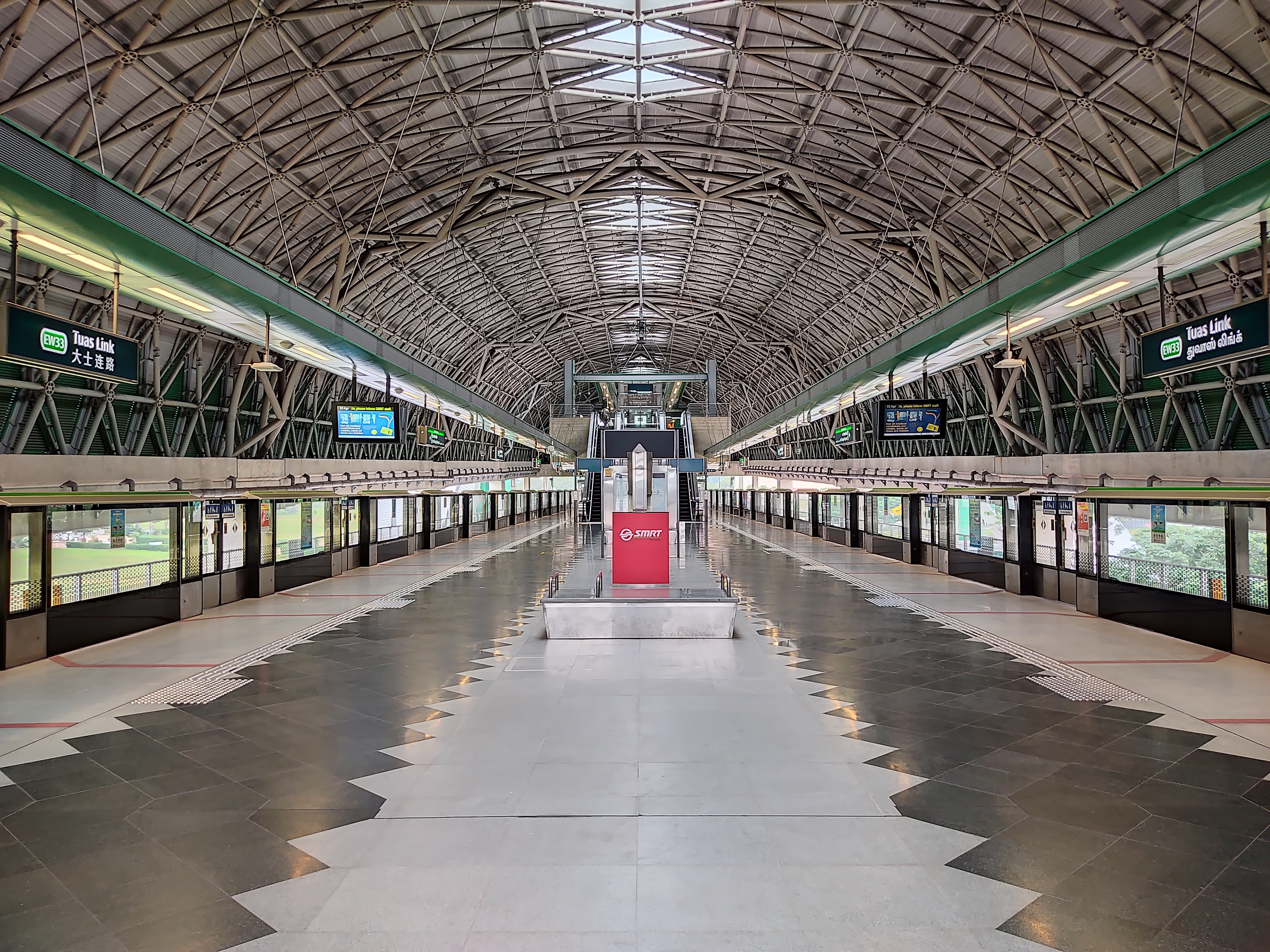

투아스링크역(Tuas Link MRT station)은 싱가포르 서부에 있는 고가 MRT(Mass Rapid Transit) 역이다. 투아스 웨스트 드라이브를 따라 투아스에 위치한 이 호텔은 투아스 디팟(Tuas Depot) 및 투아스 체크포인트(Tuas Checkpoint)와 가깝다. 이 역은 이스트웨스트선(EWL)의 종착역이자 싱가포르의 가장 서쪽에 있는 역이다.
2011년 TWE(Tuas West Extension)의 일부로 처음 발표된 이 역은 2017년 6월 18일에 운영을 시작했다. 이 역은 SMRT 트레인스에 의해 운영된다. 지상 공간의 제약으로 인해 플랫폼 위에 중앙홀을 갖춘 싱가포르 유일의 고가역이다.